# Aubrey Plaza
Aubrey Christina Plaza, född 26 juni 1984 i Wilmington, Delaware, är en amerikansk skådespelare, komiker och producent. Aubrey studerade film vid New York Universitys Tisch School of the Arts, och efter examen flyttade hon till Los Angeles för att satsa på en skådespelarkarriär.
Plaza fick ett brett genombrott med rollen som April Ludgate i komediserien Parks and Recreation (2009–2015). År 2022 spelade hon en av rollerna i den andra säsongen av TV-serien The White Lotus vilket ledde till att hon nominerades till både en Emmy Award och en Golden Globe Award.
Plazas far är puertoricansk och modern är av irländskt och brittiskt ursprung. Hon inledde en relation med manusförfattaren och regissören Jeff Baena 2011. Paret gifte sig 2021 och var gifta fram till 2025 då Baena tog sitt liv. Plaza hade roller i flera av Baenas filmer, t.e.x Life After Beth (2014), Joshy (2016), The Little Hours (2017), Spin Me Round (2022) och i TV-serien Cinema Toast (2021) som hon även regisserad och skrev manus till ett avsnitt av.

## Filmografi
| År   | Film                             | Roll            | Notering       |
| ---- | -------------------------------- | --------------- | -------------- |
| 2009 | Funny People                     | Daisy Danby     |                |
| 2010 | Scott Pilgrim vs. the World      | Julie Powers    |                |
| 2011 | Damsels in Distress              | Debbie          |                |
| 2011 | Someday This Pain Will Be Useful | Jeanine Breemer |                |
| 2011 | 10 Years                         | Olivia          |                |
| 2012 | Safety Not Guaranteed            | Darius          |                |
| 2013 | Monsters University              | Claire Wheeler  |                |
| 2013 | The To Do List                   | Brandy Klark    |                |
| 2016 | Dirty Grandpa                    | Leonore         |                |
| 2017 | The Little Hours                 | Fernanda        | Även producent |
| 2017 | Ingrid Goes West                 | Ingrid Thorburn | Även producent |
| 2020 | Black Bear                       | Allison         | Även producent |
| 2025 | Animal Friends                   | TBA             |                |

| År        | Titel                       | Roll                         | Notering                      |
| --------- | --------------------------- | ---------------------------- | ----------------------------- |
| 2006      | Killswitch                  | Girl with massive head wound | Kortfilm                      |
| 2006      | In Love                     | Julie                        | Kortfilm                      |
| 2006      | 30 Rock                     | NBC page                     | 1 avsnitt, "Tracy Does Conan" |
| 2007      | The Jeannie Tate Show       | Tina Tate                    | Webbserie                     |
| 2008–2009 | Keith Powell Directs a Play | Stephanie                    | 4 avsnitt                     |
| 2008–2009 | Mayne Street                | Robin Gibney                 | 6 avsnitt                     |
| 2009–2015 | Parks and Recreation        | April Ludgate                | Huvudroll                     |
| 2011      | Portlandia                  | Beth/Bookstore Customer      | 2 avsnitt                     |
| 2014      | Welcome to Sweden           | Aubrey Plaza                 |                               |
| 2022      | The White Lotus             | Harper Spiller               | 7 avsnitt                     |